# Ann Van Sevenant
Ann Van Sevenant née à Thourout le 10 juin 1959, est une auteure et philosophe belge.

## Biographie
Ann Van Sevenant a étudié la philosophie à l'Université Libre de Bruxelles (Vrije Universiteit Brussel, section néerlandophone) et a soutenu en 1987 une thèse de doctorat  sur L'esthétique de Benjamin Fondane, avec pour sous-titre Enquête sur l'autonomie de l'art. Après ses humanités, elle a entamé des études de cinéma et de photographie au Lucas School of Arts à Bruxelles. Enthousiasmée par les cours de philosophie de Jan Wüst, elle s'est inscrite à la Vrije Universiteit Brussel, où elle a suivi les cours de Leopold Flam, Hubert Dethier et Annie Reniers.
Après l'obtention de sa maîtrise, elle a passé deux années à Rome, pour se spécialiser en histoire de l'art et en esthétique à l' Université La Sapienza, entre autres chez Mario Perniola, et Emilio Garroni. En préparation de son doctorat, elle a également suivi les cours de Samuel IJsseling à Louvain et, plus tard, les séminaires de Jacques Derrida à Paris. Ann Van Sevenant a été professeure de philosophie à l'Ecole Supérieure d'Anvers de 1989 à 2004. Elle a été chargée de cours (2007/2008) au Philosophicum de Kabgayi (Rwanda) et elle a été invitée dans plusieurs universités à l'étranger (Urbino, Palerme, Rome, Amsterdam, Leiden, Nijmegen, Utrecht, Paris, Albany, Haïfa et Oxford). 
Elle a publié, en quatre langues, une vaste série d'articles et une quinzaine d'ouvrages en philosophie contemporaine et en esthétique. Elle est chercheuse indépendante et donne des conférences en Belgique et à l'étranger.